# ICC World Twenty20 2016
ICC World Twenty20 2016 er en turnering i Twenty20 International cricket, som kommer til at foregå i Indien fra d. 11. marts til d. 3. april 2016. Det kommer til at være den sjette ICC World Twenty20 turnering i historien. Sri Lanka er de forsvarende mestre.

## Hold
For anden gang kommer der til at være 16 deltagende landshold i verdensmesterskabet i Twenty20 International (T20I) cricket. Alle ti Full Members vil automatisk være kvalificeret. Desuden vil der være seks Associate Members, der har kvalificeret sig gennem ICC World Twenty20 Qualifier 2015, der blev spillet i Irland og Skotland fra 6. til 26. juli 2015. De kvalificerede hold er Skotland, Irland, Holland, Afghanistan, Hong Kong og Kenya. 
De otte højst rangerede landshold i ranglisten for ICC T20I Championship vil automatisk få en plads i 2. runde (Super 10 Stage), medmindre et af de top otte ikke er en Full Member, i hvilket tilfælde den næstrangerede Full Member vil få pladsen. De resterende otte hold vil starte med at spille i 1. runde (Group Stage) og kæmpe om de to pladser i 2. runde (Super 10 Stage).

## Kvalificerede landshold
| Kvalifikation | Land        |
| ------------- | ----------- |
| Vært          | Indien      |
| Full Members  | Australien  |
| Full Members  | England     |
| Full Members  | New Zealand |
| Full Members  | Pakistan    |
| Full Members  | Sydafrika   |
| Full Members  | Sri Lanka   |
| Full Members  | Vestindien  |
| Kvalificerede | Bangladesh  |
| Kvalificerede | Zimbabwe    |
| Kvalificerede | Skotland    |
| Kvalificerede | Irland      |
| Kvalificerede | Hong Kong   |
| Kvalificerede | Holland     |
| Kvalificerede | Afghanistan |
| Kvalificerede | Oman        |

## Program

### 1. runde / Grupperunde

#### Gruppe A
| Hold       | K | V | T | IR | NRR | P |
| ---------- | - | - | - | -- | --- | - |
| Bangladesh |   |   |   |    |     |   |
| Holland    |   |   |   |    |     |   |
| Irland     |   |   |   |    |     |   |
| Kenya      |   |   |   |    |     |   |

#### Gruppe B
| Hold        | K | V | T | IR | NRR | P |
| ----------- | - | - | - | -- | --- | - |
| Skotland    |   |   |   |    |     |   |
| Zimbabwe    |   |   |   |    |     |   |
| Afghanistan |   |   |   |    |     |   |
| Hong Kong   |   |   |   |    |     |   |

### 2. runde / Super 10 runde
| Kvalifikation              | Land        |
| -------------------------- | ----------- |
| Vært                       | Indien      |
| Full Members               | Australien  |
| Full Members               | England     |
| Full Members               | New Zealand |
| Full Members               | Pakistan    |
| Full Members               | Sydafrika   |
| Full Members               | Sri Lanka   |
| Full Members               | Vestindien  |
| Kvalificerede fra 1. runde | TBA         |
| Kvalificerede fra 1. runde | TBA         |

#### Gruppe 1
| Hold            | K | V | T | IR | NRR | P |
| --------------- | - | - | - | -- | --- | - |
| Sri Lanka       |   |   |   |    |     |   |
| Sydafrika       |   |   |   |    |     |   |
| Vestindien      |   |   |   |    |     |   |
| England         |   |   |   |    |     |   |
| Gruppe B vinder |   |   |   |    |     |   |

#### Gruppe 2
| Hold            | K | V | T | IR | NRR | P |
| --------------- | - | - | - | -- | --- | - |
| Indien          |   |   |   |    |     |   |
| New Zealand     |   |   |   |    |     |   |
| Pakistan        |   |   |   |    |     |   |
| Australien      |   |   |   |    |     |   |
| Gruppe A vinder |   |   |   |    |     |   |